# Mark Dudbridge
Mark Dudbridge (Bristol, 11 januari 1973) is een Engelse dartspeler. Hij is bekend geworden onder de bijnaam The Flash en door zijn 'flitsend' optreden op het PDC wereldkampioenschap van 2005. Hierin haalde Dudbridge verrassend de finale die hij in een marathonpartij met 7-4 verloor van meervoudig wereldkampioen Phil Taylor.
Deze prestatie, het bereiken van de WK-finale, leverde hem zowaar een wildcard op voor deelname aan de Premier League Darts. In deze competitie waarin zeven topdarters van de PDC het in twaalf wedstrijden tweemaal tegen elkaar opnemen, eindigde Mark Dudbridge op een respectabele vijfde plaats.
Drie jaar eerder, in 2002, won Dudbridge de Winmau World Masters door Engelsman Tony West in de finale te verslaan.

## Resultaten op Wereldkampioenschappen

### PDC
- 2004: Kwartfinale (verloren van Kevin Painter met 1-5)
- 2005: Runner-up (verloren van Phil Taylor met 4-7)
- 2006: Laatste 16 (verloren van Kevin Painter met 1-4)
- 2007: Laatste 32 (verloren van Andy Hamilton met 3-4)
- 2008: Laatste 16 (verloren van James Wade met 2-4)
- 2009: Laatste 16 (verloren van Barrie Bates met 0-4)
- 2010: Laatste 16 (verloren van Co Stompé met 2-4)
- 2011: Laatste 32 (verloren van Adrian Lewis met 1-4)
- 2012: Laatste 64 (verloren van Dave Chisnall met 0-3)
- 2014: Laatste 64 (verloren van Gary Anderson met 0-3)

### WSD (Senioren)
- 2023: Kwartfinale (verloren van Kevin Painter met 1-3)
- 2024: Kwartfinale (verloren van Colin McGarry met 1-3)
- 2025: Laatste 28 (verloren van Chris Mason met 1-3)

## Resultaten op de World Matchplay
- 2003: Laatste 16 (verloren van Peter Evison met 11-13)
- 2004: Runner-up (verloren van Phil Taylor met 8-18)
- 2005: Laatste 16 (verloren van Wayne Mardle met 10-13)
- 2006: Laatste 32 (verloren van Alex Roy met 6-10)
- 2007: Laatste 32 (verloren van Wayne Mardle met 7-10)
- 2008: Laatste 32 (verloren van Wayne Mardle met 9-11)
- 2009: Laatste 32 (verloren van Mervyn King met 7-10)
- 2010: Laatste 32 (verloren van Mark Walsh met 10-12)

## Gespeelde WK-finales
- 2005 Phil Taylor - Mark Dudbridge 7 - 4 ('best of 13 sets')